# Record Report
El Record Report es una empresa especializada en la industria del entretenimiento en Venezuela. Cada semana son publicadas seis listas que determinan la popularidad de los distintos tipos de música en las principales estaciones de radio venezolanas.
El Récord Report fue fundado en 1990, y se estableció como el patrón del mercado venezolano a la hora de determinar el comportamiento de la música, mediante sus mediciones diarias. En la actualidad se analizan 22 emisoras de radio ubicadas en las principales ciudades del país, en la elaboración de cada una de las listas.

## Listas
- Top 100

Las 100 canciones de cualquier género de más popularidad en la radio.
- Top Tradicional

Las 25 canciones tradicionales venezolanas (folklore, música venezolana, gaitas, etc.) de mayor trascendencia en la semana en curso.
- Top Latino

Las 20 canciones del género latino más sonadas en la radio venezolana.
- Pop Rock

Las 20 canciones de mayor popularidad en la radio del estilo pop, rock, dance, R&B, etc. en cualquier idioma.
- Top Anglo

Las 25 canciones de mayor popularidad en la radio en inglés.
- Top Salsa

Las 20 canciones de mayor popularidad en la radio, de salsa.

## Radios unidas
- 106.7 OYE FM Maturin
- Radio Show 106.3 Maracay
- Cuyuni 106.5 San Felix
- 88.1 Adulto Joven Caracas
- Radiorama 103.3 Caracas
- La Primera 100.5 Guatire
- Woao 88.1 Valencia
- La Mega 107.3 Caracas
- Caliente 105.9 Guatire
- Lider 100.5 Lecheria
- Turística 92.7 Pto Ordaz
- Enlace RV Los Teques
- 105.1 La Fuerza Guatire
- La Verdadera Rumba 105.1 San Cristobal
- Orbita 107.5 Pto La Cruz
- 107.9 Ven Fm Barquisimeto
- Fama 93.9 Maracaibo
- Popular Fm Maracaibo
- Top 97 Coro